# Die Schauspielerin
Die Schauspielerin (La actriz, en español) es una película alemana de la compañía cinematográfica DEFA (Deutsche Film AG), dirigida por Siegfried Kühn y estrenada en 1988. Está basada en la novela Arrangement mit dem Tod (Acuerdo con la muerte, en español) publicada por Hedda Zinner en 1984.

## Argumento
La película está ambientada en la década de 1930 en la Alemania nazi. Maria Rheine, una actriz de un pequeño teatro de provincia, se enamora de su compañero Mark Löwenthal, un actor judío. Para mostrarle sus sentimientos, durante el ensayo de una escena de amor, Maria le reprocha que solo finge y que no es capaz de expresar lo que siente su corazón. Cuando vuelven a ensayar esa escena, conectan mucho más y comienzan su relación. A partir de ese momento, pasan mucho tiempo juntos, salen a pasear y hacen excursiones. A principios de abril de 1933, durante uno de sus paseos, Maria se para en una zapatería, propiedad de una familia judía. A causa del boicot que sufren los negocios judíos, la zapatería está vigilada por un miembro de las SA. Maria quiere comprarse un par de zapatos, pero Mark teme provocar a las SA y pide a Maria que se vayan. Cuando a Maria le ofrecen un papel en Múnich, le pide a Mark que la acompañe, pero Mark no puede. Ha sido despedido a causa de su origen judío y piensa que tendrá muchas más posibilidades en el recién fundado Teatro Judío de Berlín. Así que, tras una discusión, deciden separar sus caminos.
En el teatro de Múnich, Maria entabla una amistad con su compañero Mario Montegasso, que la ayuda a empezar allí. Las conversaciones telefónicas entre Maria y Mark son cada vez menos frecuentes y Mark inicia una relación en Berlín con su compañera Judith Baumann, también judía. Judith sufre por estar separada de su hijo, al que consiguió poner a salvo en el extranjero.
Maria interpreta el papel de Juana en La Doncella de Orleans de Friedrich Schiller, dramaturgo del Romanticismo alemán, y en la premier en Múnich Mark acude al auditorio a verla. Tras la presentación, que es un gran éxito, Mark no permite que ella le vea, pero deja en su camerino un gran ramo de flores con una nota felicitándola. Mario Montegasso lleva a Maria hasta la estación de tren. Sin embargo, solo ven pasar el tren con destino a Berlín. En la siguiente oportunidad, Maria coge el tren hacia Berlín, con la misión de visitar a alguien en el Teatro Judío. En ese momento se entera de que solo hay entradas para los miembros del Jüdischer Kulturbund (Federación Cultural Judía, en español), pero se cuela en la sala del teatro y observa a Mark en un ensayo. Mark la ve y sale corriendo detrás de ella, y acaban encontrándose en un bosque, mientras que en la pantalla se pueden leer los párrafos 1 al 5 de las Leyes de Núremberg.
Mario Montegasso llega al camerino de Maria y ve a la mujer rubia sentada frente al espejo con una peluca negra. Como respuesta a su pregunta sobre lo que está ensayando, esta le pide que le consiga un pasaporte a nombre de Manja Löwenthal, de soltera Weinstein. Durante su visita en Berlín, se da cuenta de que vivir sin Mark no es una opción, así que decide irse con él, aceptando ser judía. Para evitar que la famosa actriz Maria Rheine fuera buscada, con ayuda de Mario finge su suicidio y viaja a Berlín como Manja Löwenthal.
Pero en Berlín no todo es tan fácil como Maria había imaginado. Vive en un pequeño piso con Mark, en el que tiene como lugar de paz el tejado del edificio decorado con flores. Además, ya no se atreve a salir a la calle, después de creer que un antiguo compañero suyo la había reconocido en un paseo durante los Juegos Olímpicos de 1936. Su casa también es un problema, ya que su sitio de paz en el tejado es destruido en un acto vandálico racista. Mark ve que la única solución para ayudarla es huir y presentarla como su mujer en el teatro. Maria vuelve a recuperar su vida en el teatro, pues ese era su mundo. También pierde el miedo a que alguien pueda reconocerla, se presenta como actriz y audiciona en el escenario.

## Producción
El diseñador de escenario fue Regine Kühn, la letra y el sonido estuvieron en manos de Erika Richter y la puesta en escena fue creada por Hans Poppe. En la película se muestran fragmentos largos de obras de teatro como Amphitryon de Heinrich von Kleist, que trara el tema del cambio de identidad, o María Estuardo, La Doncella de Orleans y Santa Juana, tres obras protagonizadas por mujeres fuertes y empoderadas dentro de sus contextos históricos y que nos permiten conocer el carácter de Maria.
El tema de blues Nobody knows you when you're down and out fue interpretado por Bessie Smith.
Die Schauspielerin (La actriz, en español) fue rodada en ORWO-Color (producción de películas en blanco y negro) por el grupo de trabajo artístico «Babelsberg». La película se estrenó el 9 de julio de 1988 en la 26ª edición del Festival Internacional de Cine de Karlovy Vary. El 13 de octubre de 1988 la película se estrenó en la RDA en el Cine Internacional de Berlín en una festiva premier. El 3 de abril de 1990 fue el segundo programa emitido en la televisión pública alemana. El 8 de diciembre de 1988 en Lubeca se proyectó por primera vez en la República Federal de Alemania, siendo la película inaugural en la Semana del cine de la RDA.

## Reparto
- Corinna Harfouch: Maria Rheine

- André M. Hennicke: Mark Löwenthal
- Michael Gwisdek: Mario Montegasso
- Blanche Kommerell: Judith Baumann
- Jürgen Watzke: Stengele
- Martin Brandt: Abuelo de Jaldas
- Edda Schwarzkopf: Madre de Marks
- Christian Steyer: Ernst Freund
- Gerhard Meyer: director del teatro judío
- Falk Rockstroh: Jupp
- Gesine Laatz: Jalda
- Ute Lubosch: Rosa
- Klaus Bieligk: Needer
- Eckhard Becker: Actor de Leicester
- Klaus Pönitz: Intendente
- Harald Warmbrunn: Director
- Gerd Staiger: Fürbringer
- Susanne Lüning: Inge
- Gerti Rumb: Apuntador
- Rolf Colditz: Thibaut d’Arc
- Werner Ehrlicher: Karl VII (Carlos VII).
- Steffie Spira: Anciana
- Elfi Gäbel: Asistente de vestuario de María
- Anneliese Matschulat: Señora de la limpieza
- Günter Rüger: Ciego
- Gisela Bollwahn: Asistente de aseo
- Beate Kiesant: Ayudante de dirección 1
- Eva Weber: Ayudante de dirección 2
- Klaus Ebeling: Actor judío 1
- Roman-Eckhard Gallonska: Actor judío 2
- Holger Franke: Actor judío 3
- Monika Pietsch: Portera
- Otmar Meinokat: Nazi
- Peter Hiller: Jefe superior Nazi
- Anni Stöger: Abuela de Jalda
- Uwe Steinbruch: Hombre con gabardina
- Rose Becker: Transeúnte
- Edmund Raatz: Transeúnte

## Críticas
Para Helmut Ullrich, del diario Neue Zeit, es una historia inaudita. El trasfondo de la historia se describe de forma concisa pero intensa en unas pocas escenas, así como la imagen del gran amor que une a María y Mark, sin sentimentalismos ni melodramas ni motivaciones psicologizadas. Es una obra impresionante que cuenta con una nueva variante en la tradición antifascista de la DEFA (Deutsche Film AG), cuyas producciones reflejaban valores socialistas y comunistas desde su fundación.
Margit Voss, del Berliner Zeitung, señala que esta película se ha hecho para jóvenes que no vivieron aquella época y deberían conocerla. No tiene el atractivo de la seducción, ni de la emoción suave, ya que sus fines son quebradizos e implacables. El estilo narrativo elegido es frío, intelectual y a veces hasta grotesco. Pretende ser aceptado en toda su idiosincrasia y que cada imagen se descifre y se traduzca en su sentido y su significado.
Para el Lexikon des internationalen Films, esta película es un análisis del carácter de una mujer fuera de lo común, interpretada de forma convincente y cuyo estilo narrativo es algo distante y alegórico.

## Premios
- 1988: Die Schauspielerin recibió el premio estatal «Wertvoll».
- 1988: Premio a Mejor actriz protagonista para Corinna Harfouch en el 26º Festival Internacional de Cine de Karlovy Vary.
- 1989: Premio de Arte de la FDGB al colectivo Siegfried Kühn, Regine Kühn, Erika Richter, Peter Ziesche, Hans Poppe, Corinna Harfouch y André Hennicke.
- 1989: Premio a Mejor actriz para Corinna Harfouch del Premio de Critica en la Sección de Teoría y Crítica de la Verbandes der Film- und Fernsehschaffenden (Asociación de Profesionales del Cine y la Televisión) de la República Democrática Alemana.
- 1989: Premio Die große Klappe ("La gran claqueta" en español) del Premio de Critica en la Sección de Teoría y Crítica de la Verbandes der Film- und Fernsehschaffenden.
- 1990: Premio a Mejor cinematografía para Peter Ziesche en el 6º Festival Nacional de Cine de la República Democrática Alemana.

- 1990: Premio a Mejor escenografía para Hans Poppe (junto con Jadup y Boel) en el 6º Festival Nacional de Cine de la República Democrática Alemana.

## Literatura
- Frank-Burkhard Habel: Das große Lexikon der DEFA-Spielfilme. Schwarzkopf & Schwarzkopf, Berlin 2000, ISBN 3-89602-349-7, S. 506 bis 507 (en alemán).